# Bezogener
Bezogener (oder Trassat) ist der aus einem Wechsel oder einem Scheck zur Zahlung verpflichtete Schuldner.

## Allgemeines
Sowohl Scheck als auch Wechsel haben heute weltweit ihre Funktion als Geldersatzmittel weitgehend verloren. Deshalb sind auch alle Rechtsbegriffe wie der des Bezogenen (Art. 1 Nr. 3 WG) als desjenigen, der zahlen soll, lediglich noch von historischer Bedeutung. Bezogener für Scheck und Wechsel ist derjenige, an den der Zahlungsauftrag gerichtet ist.

## Wechsel
Bei einem Wechsel ist die Anerkennung der Schuld durch das Akzept, die üblicherweise quer angebrachte Unterschrift auf der Urkunde, auf der vorderen Seite links dokumentiert. Der Bezogene ist gemäß Art. 1 Nr. 3 WG „derjenige, der zahlen soll“. Er ist jetzt zugleich Annehmer (oder Akzeptant) des Wechsels geworden. Mit seiner Unterschrift haftet der Bezogene gegenüber den anderen Wechselbeteiligten für die Bezahlung (Einlösung) des Wechsels (Art. 28 WG). Der Bezogene muss geschäftsfähig sein.
Die Schuld des Bezogenen kann ihre Ursache beispielsweise in einer Warenlieferung (Handelswechsel) oder erhaltenen Krediten (Finanzwechsel) oder einem Garantieversprechen (Kautionswechsel) haben.
Bezogener und Aussteller des Wechsels sind beim Solawechsel (trassiert-eigener Wechsel) identisch.

## Scheck
Bei einem Scheck ist die Unterschrift des Bezogenen nicht erforderlich, weil als Bezogener ausschließlich Kreditinstitute fungieren dürfen, die die Urkunde einlösen sollen. Sie sind als Bezogene „derjenige, der zahlen soll“ (Art. 1 Nr. 3 SchG). Die Verpflichtung zur Einlösung ergibt sich dabei nicht aus dem Scheckrecht, sondern aus dem Scheckvertrag zwischen dem Kreditinstitut und dem Aussteller des Schecks. Dieser muss deshalb ein Girokonto beim Kreditinstitut führen (Art. 3 SchG). Die Firma des Instituts ist auf den von ihm ausgegebenen Scheckvordrucken bereits eingedruckt. Der Scheck ist die Anweisung an das Kreditinstitut, aus dem Guthaben des Ausstellers Zahlung zu leisten. 
Vor Einlösung des Schecks obliegen dem bezogenen Kreditinstitut besondere Prüfungspflichten. Das Institut muss prüfen, ob eine Sperre des Schecks vorliegt, dieser ordnungsgemäß ausgestellt wurde und die Unterschrift des Ausstellers mit der hinterlegten übereinstimmt.

## Rechtsgrundlage
Die Rechtsgrundlagen sind in den nationalen Wechsel- bzw. Scheckgesetzen festgelegt. In Deutschland gelten das Wechselgesetz vom 21. Juni 1933 sowie das Scheckgesetz vom 14. August 1933 mit ihren jeweiligen zwischenzeitlichen Änderungen. Beide sind Artikelgesetze und beruhen auf internationalen Grundlagen.